# Borderlands (film)
Borderlands är en amerikansk science fiction-film från 2024 i regi av Eli Roth, som även har skrivit filmens manus tillsammans med Joe Crombie. Filmen är baserad på Gearbox Software och 2K Games datorspel med samma namn. I huvudrollerna syns bland annat Cate Blanchett, Kevin Hart, Jack Black, och Ariana Greenblatt.
Filmen hade biopremiär i Sverige den 9 augusti 2024, utgiven av Nordisk Film.

## Rollista
- Cate Blanchett – Lilith
- Kevin Hart – Roland
- Jack Black – Claptrap
- Jamie Lee Curtis – Dr. Patricia Tannis
- Ariana Greenblatt – Tiny Tina
- Florian Munteanu – Krieg
- Haley Bennett
- Édgar Ramírez – Atlas
- Bobby Lee – Larry
- Olivier Richters – Krom
- Janina Gavankar – Befälhavare Knoxx
- Gina Gershon – Mad Moxxi
- Cheyenne Jackson – Jakobs
- Charles Babalola – Hammerlock
- Benjamin Byron Davis – Marcus
- Steven Boyer – Scooter
- Ryann Redmond – Ellie

## Produktion
Inspelningarna av filmen pågick i Ungerns huvudstad Budapest från april till juni 2021, med vissa omtagningar gjorda i januari 2023. Inför filmens tvåveckorsomtagningar, valde man att ta in den andra regissören Tim Miller, detta på grund av Roths åtaganden för slasherfilmen Thanksgiving.